# William Coblentz
William Weber Coblentz (20 de noviembre de 1873-15 de septiembre de 1962) fue un físico estadounidense notable por sus contribuciones a la espectroscopia y a la radiometría infrarroja.

## Primeros años, educación, y ocupación
William Coblentz nació en North Lima (Ohio), de padres de origen alemán y suizo. Su madre Catherine murió cuando Coblentz tenía tres años de edad, quedando su familia reducida a su hermano más joven Oscar y a su padre David, quien volvió a casarse dos años más tarde con su segunda madre, Amelia, por la que Coblentz sintió una gran admiración. Durante su niñez y adolescencia, la familia se mantuvo explotando granjas, pero aparentemente nunca fueron capaces de adquirir una propia. Estas circunstancias económicas extremadamente modestas provocaron que su educación se retrasase notablemente, acabando el instituto en Youngstown (Ohio) en 1896, cuando contaba con 22 años .
Coblentz ingresó en la Case School of Applied Science (actualmente la Universidad Case Western Reserve) a finales de 1896, y se graduó en ciencias físicas en junio de 1900. Obtuvo su maestría (1901) y el doctorado (1903) en la Universidad de Cornell en Ithaca (Nueva York), permaneciendo durante dos años como investigador postdoctoral en la Carnegie Institución. En la primavera de 1905, Coblentz aceptó un puesto en el por entonces recién fundado Instituto Nacional de Estándares y Tecnología (actualmente National Institute of Standards and Technology, NIST) en Washington D. C., donde transcurrió el resto de su carrera. En 1905 fundó la sección de radiometría de la Agencia, que dirigió durante 40 años hasta su jubilación en 1945.

## Trabajo científico
Durante el curso de una carrera larga y productiva, Coblentz hizo muchas contribuciones científicas tanto de una naturaleza teórica como aplicada. Las bibliografías sobre su trabajo muestran a Coblentz como el autor de centenares de publicaciones científicas, charlas, y sumarios. Registró un total de diez patentes durante su vida, incluyendo la Patente 1,077,219, la primera en los Estados Unidos de una célula fotoeléctrica para convertir la luz del sol en electricidad.
Su primera publicación, titulada "Some Optical Properties of Iodine" (Algunas Propiedades Ópticas de Yodo), estaba basada en su tesis doctoral. Tras obtener su doctorado, comenzó a publicar regularmente sobre los problemas relacionados con la radiación infrarroja desde los puntos de vista espectroscópico y radiométrico. Por ejemplo, fue uno de los primeros, si no el primero, en verificar la ley de Planck.

### Estudios sobre la luz infrarroja
Cuándo Coblentz ingresó en la Universidad de Cornell, la espectroscopia infrarroja se hallaba en lo que hoy sería considerado como un estado extremadamente primitivo. Como joven investigador de Cornell, Coblentz reunió y calibró su propio equipamiento infrarrojo, y extendió la gama de medidas a longitudes de onda más largas que las logradas hasta entonces. Hacia 1905 había obtenido centenares de lecturas espectrales por el tedioso procedimiento de toma de datos punto a punto, con un instrumento de prisma de su propia construcción. Estos trabajos fueron publicados en 1905 con gráficos plegables en gran formato (no disponibles en las reimpresiones posteriores), y tablas de las longitudes de onda en las que varios materiales absorben luz infrarroja. Aunque esta recopilación masiva de datos espectrales es una impresionante demostración de su capacidad de trabajo, quizás no es la parte más importante del libro, en el que se hace una generalización del comportamiento de ciertas agrupaciones moleculares, (grupos funcionales en la terminología actual), identificables por absorber longitudes de onda infrarroja concretas y características. Esto permite a los científicos utilizar el espectro infrarrojo de una molécula como una huella que permite identificarla. Esta generalización había sido vislumbrada en trabajos más tempranos por otros científicos, pero ni de lejos con una cantidad tan grande de datos de apoyo como los que presentó Coblentz. Hoy en día, el espectro infrarrojo es utilizado en miles de laboratorios de todo el mundo por científicos de diversos campos.
Como si hubiese estado aislado, el trabajo temprano de Coblentz en espectros moleculares no obtuvo la recepción expectante que su repercusión posterior podría sugerir. Las razones son numerosas y han sido exploradas por varios autores.

### Estudios astronómicos
Coblentz mostró un prolongado interés por determinados problemas astronómicos. En 1913, desarrolló los detectores termófilos y los utilizó en el Observatorio Lick para medir la radiación infrarroja de 110 estrellas, y de los de planetas Marte, Venus, y Júpiter. En este trabajo fue asistido por Seth Nicholson (quien más tarde trabajaría en el Observatorio del Monte Wilson). Extendiendo este trabajo, Coblentz y Carl Lampland, del Observatorio Lowell, midieron grandes diferencias de temperatura entre el día y noche de Marte, lo que permitió deducir que la atmósfera marciana es muy delgada.
Por sus aplicaciones de los detectores infrarrojos en astronomía, Coblentz está considerado como el fundador de la espectroscopia infrarroja astronómica. En reconocimiento de sus contribuciones astronómicas, cráteres de la Luna y de Marte han recibido su nombre por iniciativa de la Unión Astronómica Internacional.
También realizó observaciones de eclipses solares, y publicó artículos describiendo su trabajo.

### Otras investigaciones
Un examen de la bibliografía de Coblentz muestra que aproximadamente hacia 1930 su investigación giró más hacia las medidas en la región de la luz ultravioleta. Gran parte de este trabajo tuvo una inclinación claramente biomédica, como sus investigaciones de terapia ultravioleta (1938) y sobre el cáncer de piel por la exposición a la luz ultravioleta (1948).
A pesar de que Coblentz es recordado hoy en día principalmente por sus contribuciones a la física y a la astronomía, también se interesó por la bioluminiscencia, el ozono atmosférico, y, quizás sorprendentemente, también por la parapsicología, sobre la que se volcó con la misma energía que en sus otras áreas de interés.

## Honores
- La Coblentz Society, dedicada al estudio y a la aplicación de la espectroscopia vibracional, lleva este nombre en su honor, así como la Medalla Coblentz. Además, según la sinopsis biográfica de Meggers, Coblentz recibió la tarjeta de afiliación a la Sociedad número 1.[2] Coblentz murió justo antes de que su trabajo de espectroscopia infrarroja de 1905 fuese reimpreso, casi 60 años después de su primera publicación.
- Coblentz recibió en 1910 la Medalla Howard N. Potts (Instituto Franklin); en 1920 la Medalla Janssen (Academia Francesa de Ciencias); y en 1937 el Premio Rumford (Academia Americana de Artes y Ciencias). En 1945, poco después de retirarse, recibió la Medalla Frederic Ives de la Sociedad Óptica Estadounidense.
- También fue elegido miembro de la Academia Nacional de Ciencias.
- El cráter lunar Coblentz y el cráter marciano Coblentz llevan este nombre en su honor.

## Vida familiar y personal

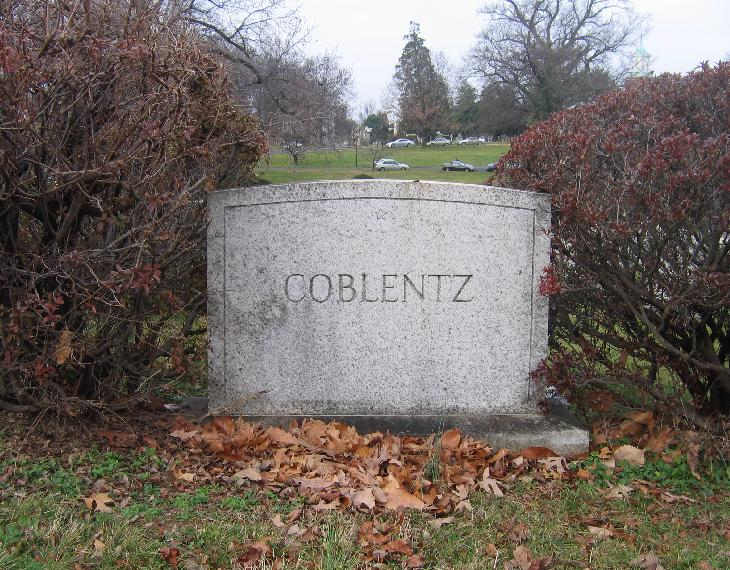
Lápida de la familia Coblentz

En su autobiografía, "From the Life of a Researcher" (De la Vida de un Investigador) (1951), William Coblentz describió su día típico como largas horas de investigación en su laboratorio, seguidas por los anocheceres dedicados al análisis de datos y escribiendo artículos. Esto le dejó poco tiempo para su vida social, y no es sorprendente que Coblentz no se casase hasta después de los 50 años. Contrajo matrimonio con Catherine Emma Cate de Vermont el 10 de junio de 1924, y pasaron su luna de miel en Flagstaff (Arizona), mientras Coblentz acudía al Observatorio Lowell para medir temperaturas planetarias. Por su parte, Catherine Cate Coblentz obtuvo éxito como escritora de libros infantiles.
William Coblentz según se dice padeció períodos de salud precaria, aunque vivió casi 90 años. Está enterrado en el Rock Creek Cemetery de Washington D. C. junto a su mujer y una hija que falleció de niña.

## Lecturas relacionadas
- A Physical Study of the Firefly, by William W. Coblentz, 1912
- Man's Place in a Superphysical World, by William W. Coblentz, 1955 (concerning parapsychology)
- Journal of the Optical Society of America, 1936, volume 36, number 2, pp. 61 – 71 (The presentation ceremony, and Coblentz's accompanying lecture, for the Ives Medal, along with a list of Coblentz's scientific publications.)
- Applied Optics (November, 1963), commemorative issue with extensive material on Coblentz's scientific work
- Coblentz, W. W. "Present Status of the Determination of the Constant of Total Radiation from a Black Body," Bulletin of the Bureau of Standards 12 (553-582) 1916.

Copias de la mayoría de sus libros figuran en los fondos de las bibliotecas de la Universidad de Maryland y del Instituto Americano de Física, ambos en el College Park de Maryland (EE.UU.), no lejos de donde Coblentz vivió, trabajó, y murió.
- Datos: Q1938029
- Multimedia: William Weber Coblentz (physicist) / Q1938029